# Concertul pentru vioară nr. 1 (Prokofiev)
Serghei Prokofiev a început să lucreze la Concertul pentru vioară nr. 1 în Re major, Op. 19 în 1915 dar a abandonat în curând lucrul pentru a lucra la opera Jucătorul. A reluat lucrul la concert în 1917. A avut premiera pe 18 octombrie 1923 la Opera din Paris în interpretarea Orchestrei Operei din Paris sub bagheta lui Serghei Koussevitzki, cu Marcel Darrieux în calitate de solist. Igor Stravinski a avut debutul său ca dirijor în cadrul aceluiași concert, dirijând Octetul pentru Suflători.

## Instrumentație și structură
Concertul este orchestrat pentru 2 flauturi, piculină, 2 oboaie, 2 clarinete, 2 fagoți, 4 corni, 2 trompete, tubă, timpane, tobă mică, tamburină, harpă, coarde și vioară solo.
Concertul este structurat în trei părți:
1. Andantino
2. Scherzo: Vivacissimo
3. Moderato - Allegro moderato

## Istoric
În ciuda evenimentelor care au dus la abdicarea Țarului Nicolae al II-lea și în cele din urmă la Revoluția din Octombrie, 1917 se va dovedi a fi cel mai productiv an pentru Prokofiev din punct de vedere compozițional. În afară de acest concert a compus Simfonia "Clasică", Sonatele pentru pian nr. 3 și 4 și Viziuni Fugitive pentru pian. De asemenea, a început să lucreze la cantata Cei șapte și la Concertul pentru pian nr. 3. Cu toate acestea Prokofiev a continuat obiceiul său de a incorpora muzică din lucrările sale mai vechi în concertul său pentru vioară (cum a făcut și în Concertul pentru pian nr. 3). A compus melodia introductivă a concertului în 1915 în timpul poveștii sale de dragoste cu Nina Mescherskaya. Restul părților au fost parțial inspirate după o interpretare din 1916 la Sankt Petersburg a lucrării Mituri compusă de Karol Szymanowski și interpretată de violonistul polonez Paul Kochanski.
Eșecul premierei de la Paris s-a datorat parțial dificultății de a găsi un solist. Dacă premiera avea loc la Petrograd în 1917, după cum era planificat, Kochanski ar fi fost solist. Totuși, în 1923, el și compozitorul au pierdut legătura. Bronisław Huberman nici nu voia să se uite la partitură iar Nathan Milstein se afla încă în Rusia. Maestrul de concert al lui Koussevitzki, Marcel Darrieux, nu era celebru dar era un violonist capabil ceea ce era suficient pentru interpretare. Concertul a avut succes anul următor în Occident când Joseph Szigeti l-a interpretat la Praga sub bagheta lui Fritz Reiner după care a efectuat un turneu în Europa și Statele Unite interpretând lucrarea. Totuși, premiera americană nu a fost intepretată de Szigeti, ci de Richard Burgin, maestrul de concert al Orchestrei Simfonice din Boston, pe 24 aprilie 1925, din nou sub bagheta lui Koussevitzki.
Un alt aspect care a contribuit la eșecul lucrării a fost gustul publicului parizian. Spectatorii, în special cei care veneau la concertele lui Koussevitzki, doreau lucrări moderne și puțin șocante. În vreme ce publicul a primit cu căldură lucrări disonante precum baletul Bufonul sau Suita scită, primul concert pentru vioară era prea Romantic pentru gusturile lor. Compozitorul Georges Auric chiar a numit lucrarea "Mendelssohniană".
Premiera sovietică merită menționată deoarece a avut loc la doar trei zile după premiera pariziană interpretată de Nathan Milstein și Vladimir Horowitz (ambii în vârstă de 19 ani). Horrowitz a interpretat partea orchestrală la pian. Mai târziu Milstein a scris în memoriile sale, Din Rusia spre Vest, "Cred că dacă ai un pianist mare precum Horrowitz interpretând cu tine, nu mai ai nevoie de orchestră". În cadrul aceluiași concert Milstein și Horrowitz au interpretat premiera concertului pentru vioară al lui Szymanowski.